# Блеф
Блеф (от англ. bluff) — поведение в покере, создающее у противника впечатление, будто у вас на руках гораздо более сильная карта, чем есть на самом деле (тем самым обманывая и пугая их, заставляя бросить карты в вашу пользу).
Чистый блеф оправдан, если вероятность, что все оппоненты сделают фолд и игрок заберет банк, выше, чем шансы банка. В противном случае блеф будет иметь отрицательное мат. ожидание. В случае полу-блефа у игрока есть две возможности выиграть — если противник сбросит карты или если игрок соберёт свою комбинацию. Соответственно, полу-блеф эффективен, если шансы банка меньше суммы вероятности собрать комбинацию и выиграть банк немедленно.
Если игрок будет блефовать слишком часто, противник быстро обнаружит этот факт и перестанет верить. Но и отказываться от блефа совсем тоже неразумно, так как он позволяет забирать банк, а также добавляет сложности в оценке карты игрока со стороны оппонентов. Есть ряд ситуаций, когда блеф работает лучше:
- небольшое количество противников;
- на стол попала опасная карта, которая может дать кому-то сильную комбинацию;
- действия игрока до блефа позволяют предположить, что он может иметь сильную комбинацию;
- противник получает низкие шансы банка;
- противник — достаточно хороший игрок (шпиль), способный сбросить средней силы карту.

## Виды блефа
В зависимости от ситуации, блеф разделяется на следующие виды:
- Стил (от англ. steal — воровать) — повышение ставки из поздних позиций (катофф или баттон) с целью забрать блайнды. Сюда же можно отнести рестил — контрмера для стила, сопротивление со стороны поставивших блайнды.
- Контбет (от англ. continuation bet — продолженная ставка) — ставка от того, кто совершал активные действия (бет, рейз) в предыдущем круге торговли. Говоря «контбет» чаще всего подразумевают ставку на флопе от префлоп-агрессора.
- Флоат — колл ставки с целью выбить противника из банка на следующих улицах. Обычно совершается в позиции (то есть у исполняющего флоат последнее слово).
- Сквиз — вид блефа на префлопе: один участник повышает, второй отвечает, а третий (исполняющий сквиз) повышает ещё раз. Таким образом игрок, повысивший первым, оказывается в ловушке, так как он не знает, что предпримет игрок № 2.
- Блеф-3бет/4бет/5бет — применяется к игре на префлопе. 1бет — это ставка блайнда, 2бет — рейз, соответственно, 3-4-5бет — это следующие повышения ставок.
- Рестил — ответное повышение на стил другого игрока. Совершается игроками на позиции блайнда против повышения оппонента на поздней позиции.
- Овербет — ставка, которая превышает предыдущую в 1,5-2 раза. Данный прием можно использовать, как с велью, так и для блефа. Овербет дает оппоненту плохой шанс банка на колл и он вынужден сбрасывать карты чаще обычного.
- Трипл баррель — прием, который включает три последовательные крупные ставки от префлоп агрессора. Это один из самых дорогих способов ввести соперников заблуждение. Опасность трипл барреля в том, что на ривере у многих игроков диапазоне остаются только сильные руки, и они не готовы сбрасывать ставку любого размера.

### Комментарии
1. ↑  В начале XX века также использовался вариант блёф'"`UNIQ--ref-00000000-QINU`"'.